# Grand Forks (Észak-Dakota)
Grand Forks város az USA Észak-Dakota államában, Grand Forks megyében, melynek megyeszékhelye is. Lakosainak száma 59 166 fő (2020. április 1.).

## Népesség
A település népességének változása:
| Lakosok száma | 1705 | 52 838 | 59 166 |
|               | 1880 | 2010   | 2020   |